# Anjelica Huston
Anjelica Huston (* 8. července 1951, Santa Monica, Kalifornie, Spojené státy americké) je americká herečka.
Stala se třetí generací její rodiny, když v roce 1985 získala Oscara za svůj výkon ve filmu Čest rodiny Prizziů a připojila se tak ke svému otci, režisérovi Johnu Hustonovi a dědečkovi, herci Walteru Hustonovi. Na Oscara byla ještě nominována později v letech 1989 a 1990 za filmy Nepřátelé: Příběh lásky a Švindlíři. Mezi její nejznámější role také patří Morticia Addams ve filmech Addamsova rodina (1991) a Addamsova rodina 2 (1993); za oba filmy získala nominaci na cenu Zlatý glóbus. Také ztvárnila hlavní roli v dětském filmu Čarodějnice z roku 1990 a v poslední době je známá svou častou spoluprací s režisérem Wesem Andersonem. V současné době účinkuje v roli ambiciózní a houževnaté producentky muzikálů Eileen Rand v dramatickém hudebním seriálu televizní stanice NBC s názvem Smash.

## Životopis
Narodila se v Santa Monice v Kalifornii jako dcera režiséra a herce Johna Hustona a italskoamerické primabaleríny Enricy 'Ricki' (za svobodna Soma), z New Yorku. Větší část svého dětství prožila v Irsku a Velké Británii. Vyrůstala v Saint Clerans House blízko irského města Craughwell, v okrsku Galway. V roce 1969 začala hrát malé role ve filmech svého otce. Ve stejný rok její matka, které bylo 39 let, zemřela při autonehodě a Huston se přestěhoval do Spojených států, kde Anjelica několik let pracovala jako modelka. Během této doby pracovala s takovými fotografy jako Richard Avedon a Bob Richardson.
Má staršího bratra Tonyho, mladší nevlastní sestru Allegru z matčiny strany, které říká "Legs" a mladšího nevlastního bratra z otcovy strany, herce Dannyho Hustona. Je tetou herce Jacka Hustona.

## Kariéra

### Herecká kariéra

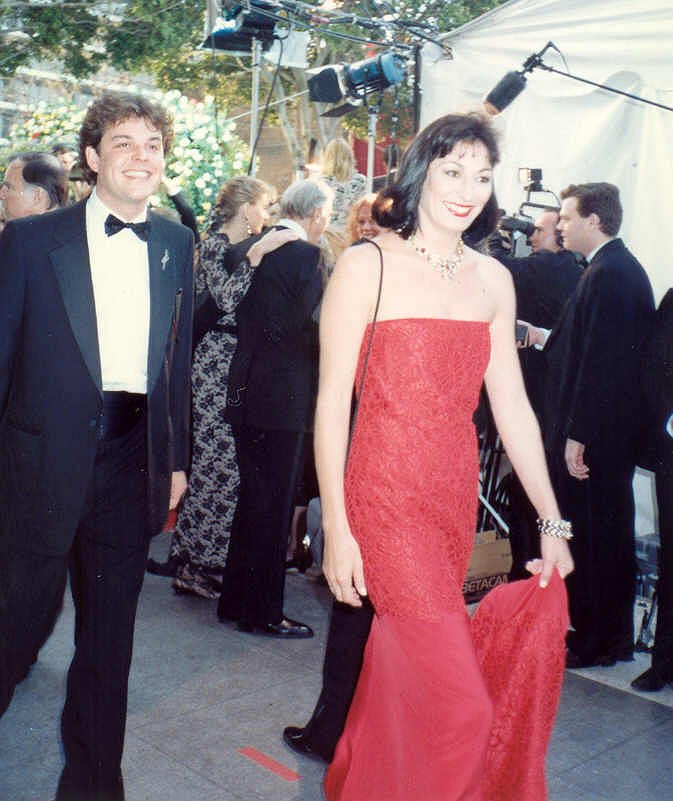
Huston se svým bratrem Dannym Hustonem na předávání Oscarů v roce 1990

V osmdesátých letech se rozhodla, že se soustředí na filmy a proto začala vážně studovat herectví. Její první výrazná role byla v remaku Boba Rafelsona, Pošťák vždy zvoní dvakrát (1981). Později ji její otec obsadil do role vypočítavé a panovačné Maerose, dcery mafiánského dona, jejíž láskou opovrhuje nájemný vrah (Jack Nicholson) ve filmu Čest rodiny Prizziů (1985) podle stejnojmenné novely od Richarda Condona. Za svůj výkon získala Oscara za nejlepší ženský herecký výkon ve vedlejší roli, čímž se stala první osobou v historii předávání Oscarů, jejíž otec i dědeček rovněž získali Oscara.
Nominaci na Oscara získala za ztvárnění umělkyně ze železnou vůlí ve filmu Stephena Frearse, Švindlíři. Také si zahrála hlavní roli v posledním filmu svého otce, The Dead (1987), adaptaci příběhu Jamese Joyce.
Byla obsazena do role Morticie Addams, ve vysoce úspěšné filmové adaptaci Addamsova rodina z roku 1991. V roce 1993 si roli zopakovala v pokračování filmu s názvem Addamsova rodina 2. V roce 1998 si zahrála roli baronky Rodmilly De Ghent v hollywoodské senzaci, filmu Věčný příběh vedle Drew Barrymoreové a Melanie Lynskey. Hrála ve dvou vysoce chválených filmech Wese Andersona, Taková zvláštní rodinka (2001) a Život pod vodou (2004), stejně jako v roce 2007 ve snímku Darjeeling s ručením omezeným'. Namluvila roli královny Clarion v disneyovské filmové sérii o Zvonilce. Dne 22. ledna 2010 získala svou hvězdu na Hollywoodském chodníku slávy. V roce 2011 se objevila ve filmu Horrid Henry: The Movie. V současné době hraje jednu z hlavních rolí v televizním seriálu televize NBC s názvem Smash, kde ztvárňuje broadwayskou producentku Eileen Rand.

### Režisérská kariéra
Huston rozšířila své obzory a následovala šlépěje svého otce na režisérské židli. První filmy, který režírovala, byly Bastard Out of Carolina (1996) a Agnes Browne (1999), oba režírovala a zároveň v nich i hrála, později pak ještě režírovala film Autobusy mé sestry (2005).

## Politická aktivita

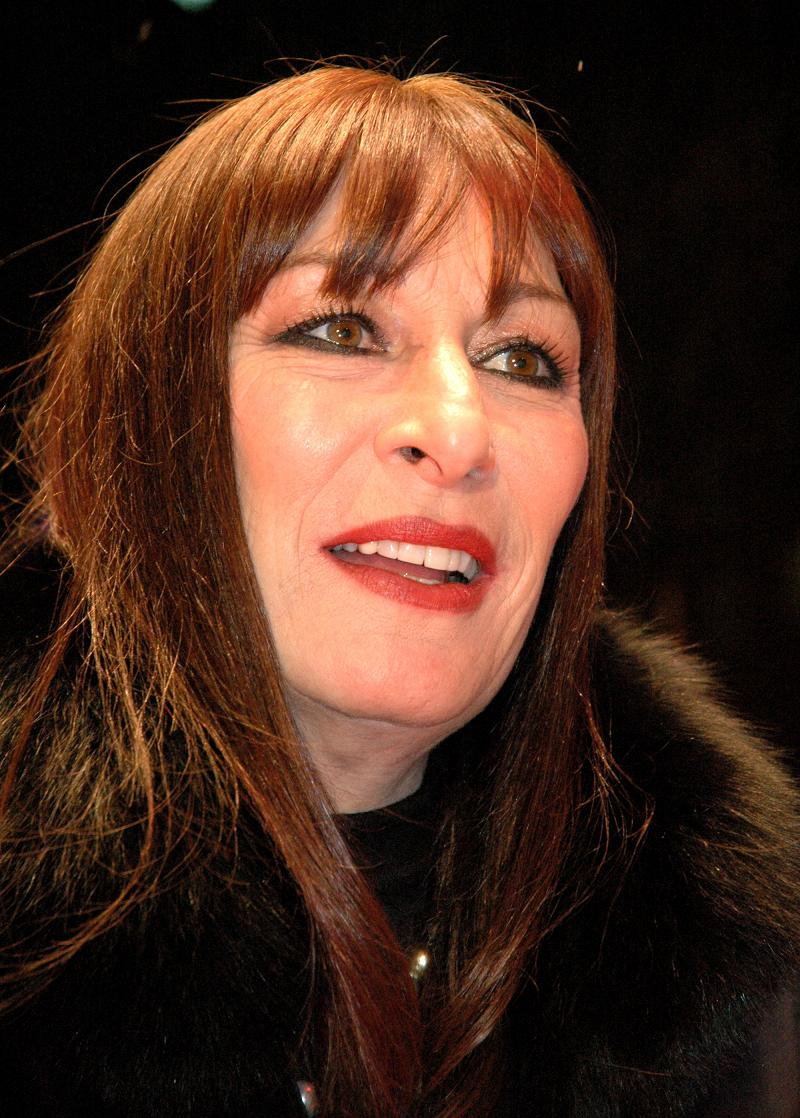
Huston v roce 2005

V roce 2007 vedla dopisovou kampaň organizovanou Americkou kampaní pro Barmu a Centrem pro lidská práva. Dopis, který podepsalo přes více než 25 vysoce postavených osob ze zábavního průmyslu, byl adresován generálnímu tajemníkovi OSN a žádal jej, aby se "osobně zasadil" o propuštění držitelky Nobelovy ceny za mír, Aun Schan Su Ťij z Barmy.
Darovala 2 tisíce amerických dolarů demokratickým politickým kandidátům Johnu Kerrymu a Dickovi Gephardtovi.
Nahrála veřejné oznámení pro organizaci na ochranu zvířat PETA. Na nahrávce naléhá na své hollywoodské kolegy, aby se zdrželi používání lidoopů v televizi, filmech a reklamách.

## Osobní život
Když na konci šedesátých let pracovala jako modelka, chodila s fotografem Bobem Richardsonem, který byl o 23 let starší než ona. V letech 1973 až 1989 chodila s hercem Jackem Nicholsonem.
Dne 23. května 1992 se vdala za sochaře Roberta Grahama. Pár žil ve Venice v Kalifornii, až do jeho smrti, která nastala 27. prosince 2008. Neměli spolu žádné děti.
Vlastní ranč v oblasti Three Rivers v Kalifornii, na východ od Visalie, který často navštěvuje.

## Ocenění a nominace

### Nominace na Cenu Emmy
- 1989 – nejlepší herečka v hlavní roli v minisérii nebo televizním speciálu – Osamělá holubice
- 1995 – nejlepší herečka v hlavní roli v minisérii nebo televizním speciálu – Konec Divokého západu
- 1997 – nejlepší režie minisérie nebo televizního speciálu – Bastard Out of Carolina
- 2002 – nejlepší herečka ve vedlejší roli v minisérii nebo televizním filmu - Mlhy Avalonu
- 2004 – nejlepší herečka ve vedlejší roli v minisérii nebo televizním filmu – Andělé s ocelovým hlasem
- 2008 – nejlepší hostující herečka v dramatickém seriálu Médium

### Zlaté glóby
- 1990 – Nominována – Zlatý glóbus za nejlepší ženský herecký výkon ve vedlejší roli v seriálu, minisérii nebo TV filmu – Osamělá holubice
- 1994 – Nominována – Zlatý glóbus za nejlepší ženský herecký výkon v minisérii nebo TV filmu – Rodinné fotografie
- 2004 – Zlatý glóbus za nejlepší ženský herecký výkon ve vedlejší roli v seriálu, minisérii nebo TV filmu – Andělé s ocelovým hlasem

### Další ceny
- 1996 – Women in Film Crystal Award - pro výjimečné ženy, které prostřednictvím své vytrvalosti a dokonalosti jejich práce, pomohly rozšířit roli žen v zábavním průmyslu